# 聖方濟各堂 (香港)
聖方濟各堂（英語：St. Francis of Assisi Church）是一座香港天主教教堂，由天主教香港教區管理。位於九龍石硤尾石硤尾街58號 (於聖方濟各英文小學內)，聖堂建立於1956年。

## 牧職人員
- 主任司鐸：麥英健神父（Rev. Aloysius Mak）
- 助理司鐸：韋格光神父（Rev. Grégoire Vignola）
- 住宿司鐸：曾慶文神父（Rev. John B. Tsang）
- 終身執事：陳樂宏執事（Rev. Deacon Vincent Chan）

## 堂區歷史
1860年代，聖方濟各堂的前身聖方濟各沙勿略堂設在九龍城區，供往來大陸的傳教士應用；堂名是紀念16世紀到東南亞開教的耶穌會士聖方濟各沙勿略。
1930年，港英政府為擴建啟德機場，以鄰近地皮交換聖堂原址。捐款資助興建聖堂的甘曼斯（Gomes）家人為紀念其先人，將聖堂改名為聖五傷方濟各堂，惟二次大戰時佔領香港的日軍為擴展機場，於1943年將新教堂拆毀。
寶血女修會於1930年代在深水埗建立了修院和診所，以修院的寶血堂舉行主日感恩祭。1953年，石硤尾大火令木屋區五萬多人無家可歸，政府遂興建大量徙置大廈，為災民提供棲身之所；教區在此時於災區附近興建新聖堂，並採用十多年前在九龍城被拆卸的教堂名稱。新建的聖五傷方濟各堂為建築師錢乃仁設計，於1956年10月21日開幕，由白英奇主教主持祝聖典禮 。
1966年，聖堂易名為聖方濟各堂。

## 建築風格
前廳左右兩邊設有螺旋階梯，二樓擺設了面對聖堂木門的聖方濟各塑像。圓拱形是聖堂內不斷出現的建築主題，側牆的窗及兩個側祭台皆強調圓拱美學；祭台後的彩色玻璃窗描繪聖方濟各的故事。

## 彌撒時間
- 主日彌撒：07:30、09:30、11:00(粤)
- 星期六提前主日彌撒：19:00(粤)
- 平日彌撒：07:00(粤)

## 外部連結
- 聖方濟各堂網站 （页面存档备份，存于）
- 聖方濟各堂簡介 （页面存档备份，存于）